# Agrimensura

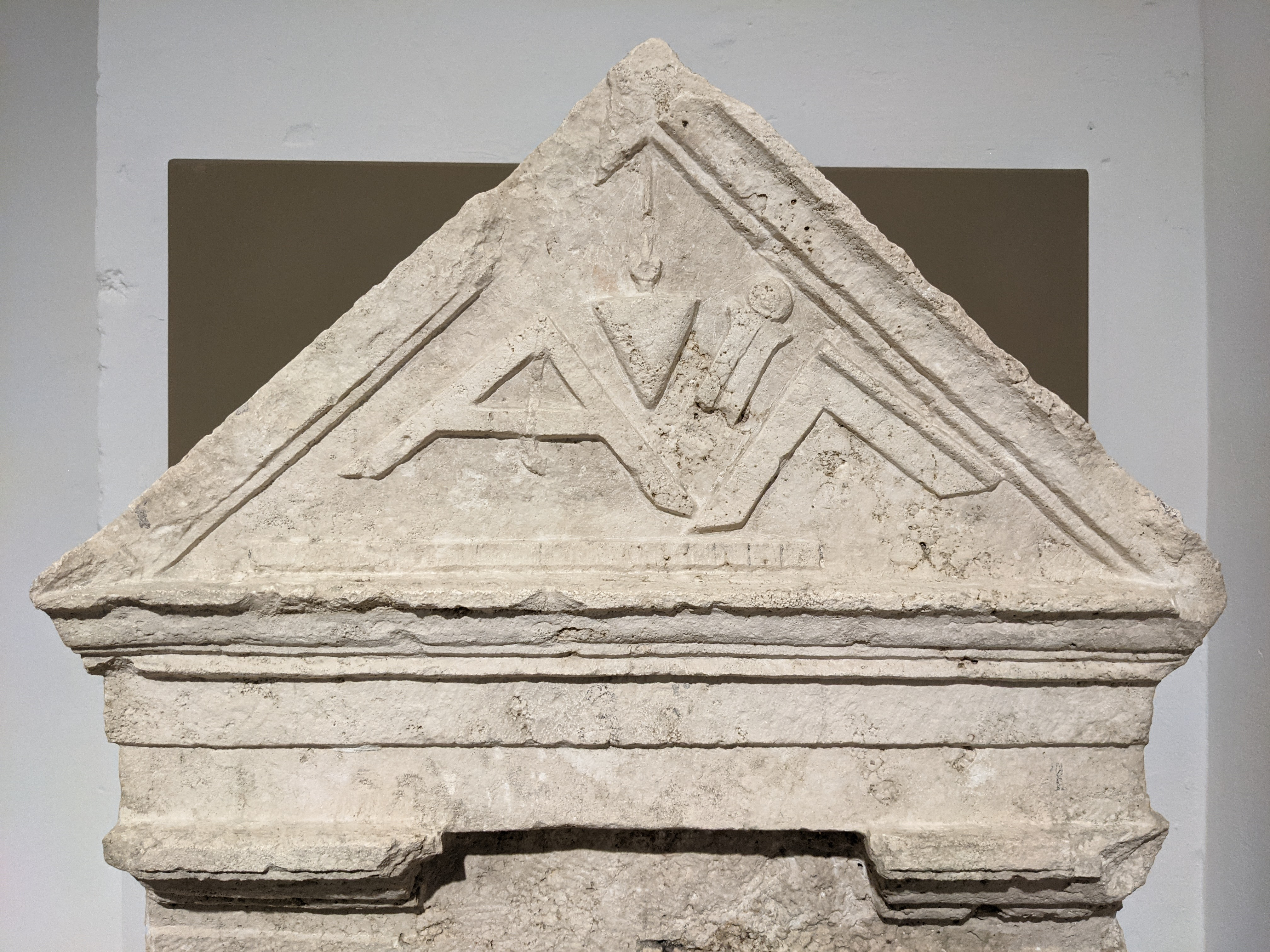
Stele funeraria dei liberti Aebutii con strumenti di misurazione - CIL VI 10588

L'agrimensura è la parte della topografia che riguarda la misura planimetrica di superfici agrarie.

## Caratteristiche
Usa strumenti particolari per scomporre il terreno in figure semplici, misurabili numericamente con le formule della geometria piana. Il calcolo può essere effettuato anche per via trigonometrica, oppure usando coordinate cartesiane o polari o infine, graficamente, con reticoli o planimetri.
L'agrimensura fu perfezionata dai Romani. Ulteriori innovazioni della materia furono protratti nel XVI secolo, soprattutto per fini fiscali.